# 韋斯特波特 (北卡羅萊納州)
韋斯特波特（英語：Westport）是位於美國北卡羅萊納州林肯縣的普查規定居民點。

## 人口
根據2020年美國人口普查的數據，韋斯特波特的面積為14.52平方千米，當中陸地面積為9.51平方千米，而水域面積為5.01平方千米。當地共有人口5705人，而人口密度為每平方千米392.91人。